# Kruidlaag
De kruidlaag is de vegetatielaag van planten van 10 tot 135 cm hoog. Deze vegetatielaag wordt genoemd naar de overheersende groeivorm van de planten die erin voorkomen: de kruiden. 

## Beschrijving
Bij de analyse van de vegetatie, met name van de verticale structuur, worden verschillende vegetatielagen onderscheiden, waarvan de kruidlaag er een is. Direct boven de kruidlaag wordt van de struiklaag gesproken, onder de kruidlaag vinden we nog de moslaag. Slechts zelden zijn alle vegetatielagen aanwezig.

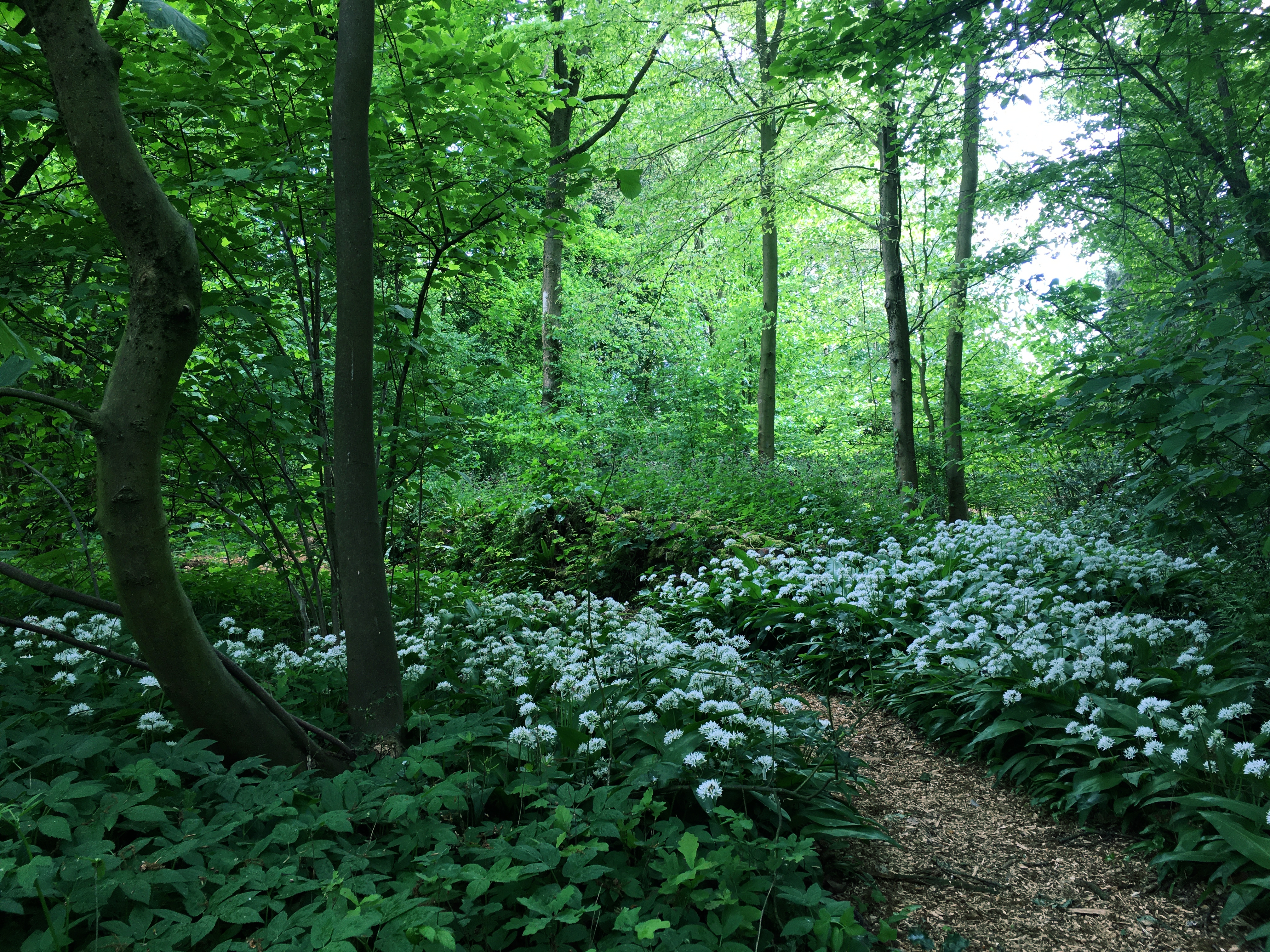
Kruidlaag in een loofbos met zevenblad en daslook
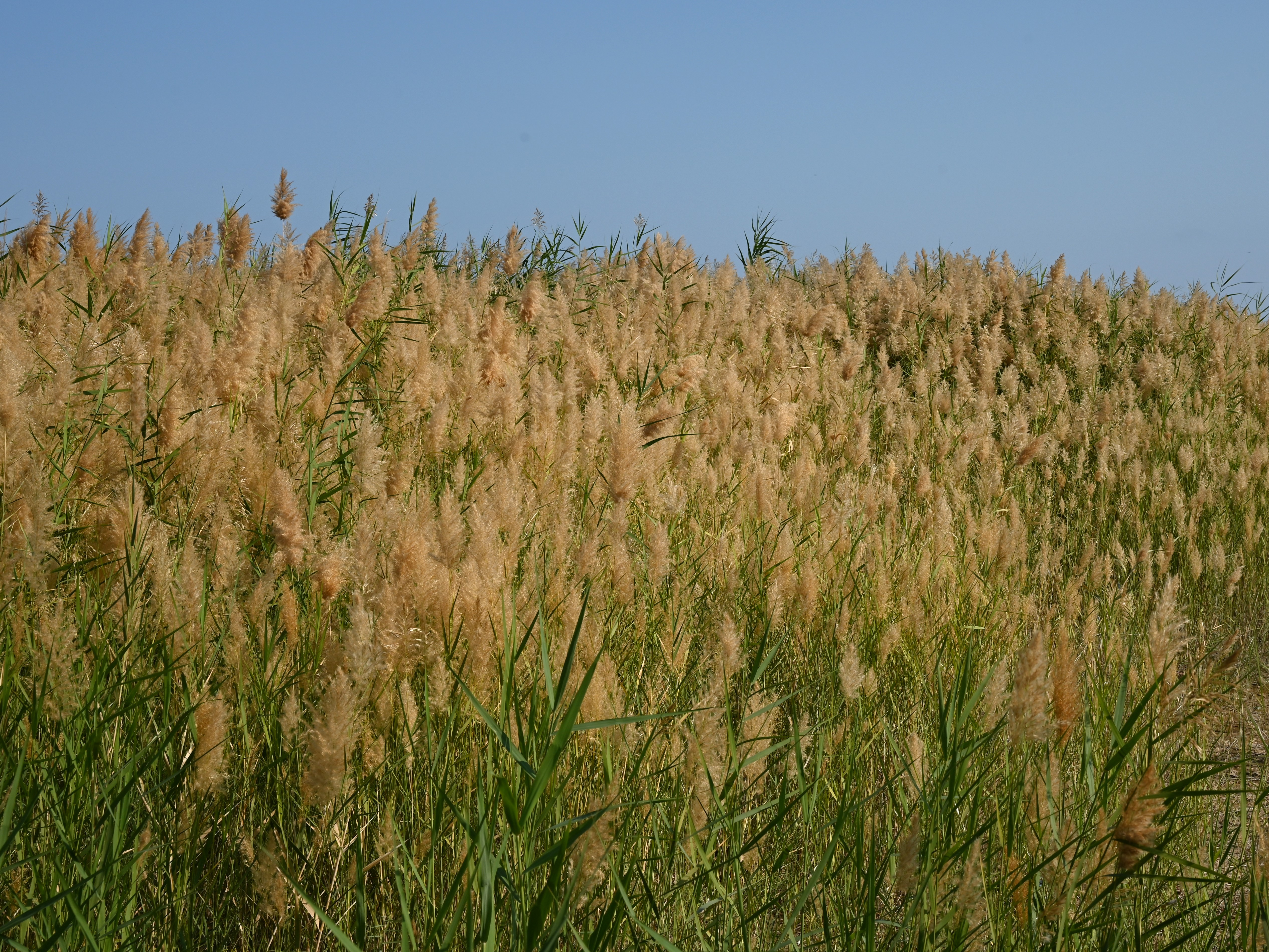
Rietland
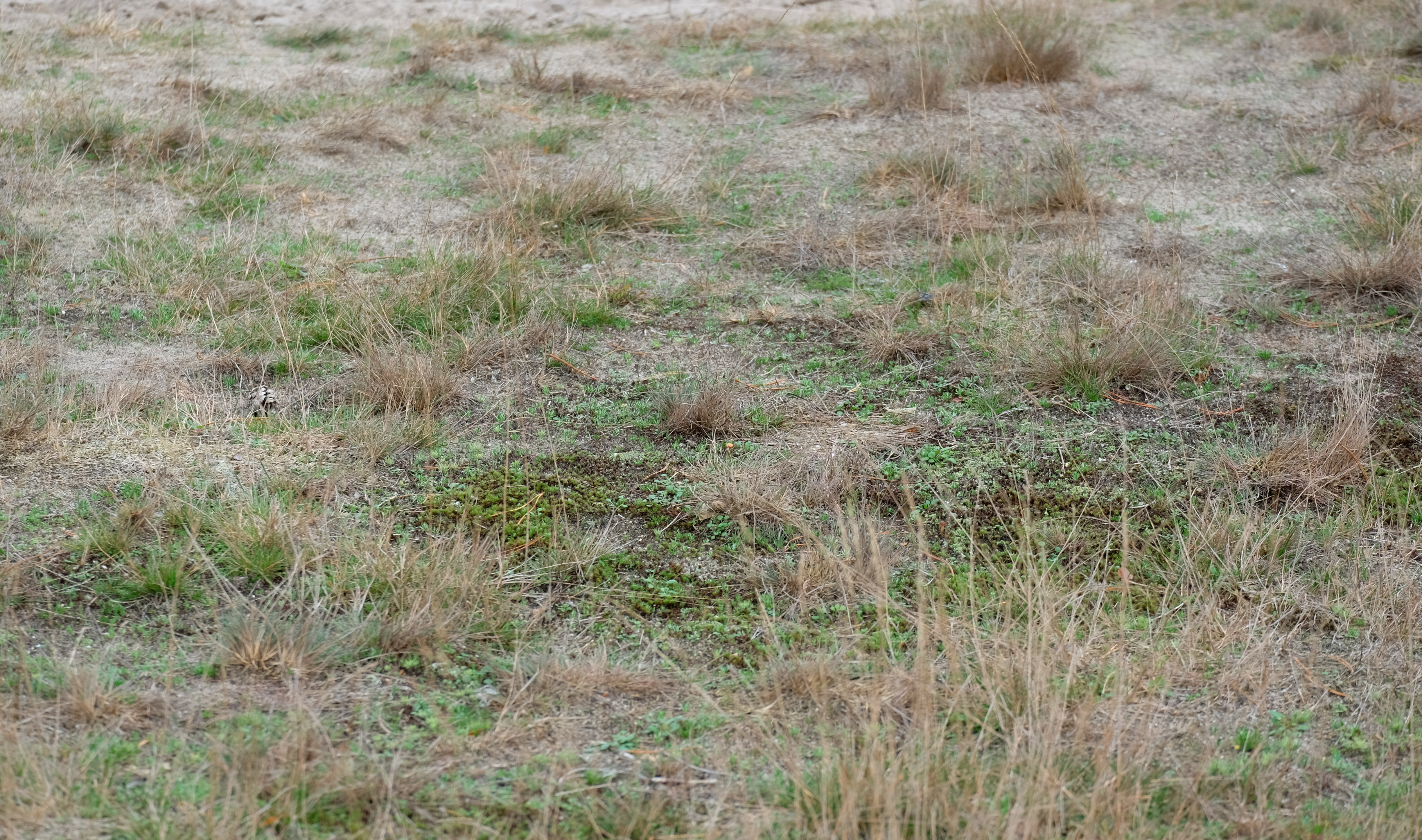
Associatie van buntgras en heidespurrie

De bepalende factor voor het succes van een plant is meestal de aanwezigheid van licht. In vegetaties waar de kruidlaag de hoogste vegetatielaag is, worden de planten blootgesteld aan het volle zonlicht. De kruidlaag bestaat hier gewoonlijk uit planten die geen beschaduwing verdragen. Voorbeelden van dergelijke vegetaties zijn de graslanden en heiden. 
Voor planten zijn er diverse strategieën om genoeg te hebben aan de vaak geringe hoeveelheid licht. Zo vindt de periode van groei vaak plaats voordat de bomen en struiken in blad komen. De zaden zijn vaak zeer lang kiemkrachtig; wanneer er meer licht komt, kan daar direct van geprofiteerd worden. Ook zijn er planten waarvan de wortelstokken lang overleven, totdat de omstandigheden weer goed zijn.
De zaailingen van bomen zijn ook deelnemers van de kruidlaag. De omstandigheden waaronder de zaailingen leven vergelijkbaar met die van de andere soorten in de kruidlaag. Deze zaailingen worden bijvoorbeeld ook door herbivoren met wortel en tak gegeten.